# Maurits
Maurits ist ein männlicher Vorname, die niederländische Variante von Moritz.

## Namensträger
- Maurits Dekker (1896–1962), niederländischer Schriftsteller
- Maurits Cornelis Escher (M. C. Escher; 1898–1972), niederländischer Künstler und Grafiker
- Maurits Frank (1892–1959), niederländischer Cellist und Musikpädagoge
- Maurits Christopher Hansen (1794–1852), norwegischer Schullehrer, Rektor, Schriftsteller der Spätaufklärung und Romantik
- Maurits Lammertink (* 1990), niederländischer Straßenradrennfahrer